# The Spirit Squad
La Spirit Squad è stata una stable di wrestling attiva nella World Wrestling Entertainment nel 2006, formata da Johnny, Kenny, Mikey, Mitch e Nicky.
Tra l'ottobre e il novembre del 2016, a quasi dieci anni dallo scioglimento del gruppo, Kenny e Mikey sono tornati in WWE come tag team.

## Carriera
Tutti i membri della Spirit Squad esordirono nella Ohio Valley Wrestling nei primi anni duemila, ma adottarono la gimmick da cheerleader soltanto nella World Wrestling Entertainment. Il loro debutto avvenne nella puntata di Raw del 23 gennaio 2006, quando interferirono nel corso di un incontro di qualificazione al Royal Rumble match tra Jonathan Coachman e Jerry "The King" Lawler, distraendo quest'ultimo e permettendo così a Coach di vincere il match. Nelle settimane successive trovarono sempre più spazio durante gli show settimanali, tanto che alla Royal Rumble introdussero il pay-per-view con uno dei loro canti.
Nella primavera del 2006 la Spirit Squad intervenne nella faida tra Vince McMahon e Shawn Michaels; i cinque, infatti, vennero assunti dal chairman della WWE per attaccare l'Heart Break Kid ed esibirsi in cori di scherno contro di lui. La Spirit Squad affrontò Michaels in match ufficiali per ben due volte: la prima in un 4-on-1 Handicap match vinto per squalifica da HBK, la seconda in uno Steel Cage 4-on-1 Handicap match, in cui a trionfare fu la Spirit Squad. Il gruppo di cheerleader attaccò Michaels anche durante il suo incontro con Vince McMahon a WrestleMania 22, ma non riuscì a garantire la vittoria al chairman.
Nella puntata di Raw del 3 aprile 2006 Kenny e Mikey sconfissero Big Show e Kane, conquistando così il World Tag Team Championship per la prima volta in carriera; grazie alla cosiddetta Freebird Rule le cinture vennero difese da tutti e cinque i componenti della stable. Nel rematch contro gli ex campioni, in cui a rappresentare la Spirit Squad furono Nicky e Johnny, il gruppo vinse di nuovo, questa volta per squalifica. Il 17 aprile seguente la Spirit Squad sconfisse Rob Van Dam in un 5-on-1 Handicap match.
Al pay-per-view Backlash la Spirit Squad intervenne nel Tag Team match che vide Vince McMahon e Shane McMahon sconfiggere Shawn Michaels e Dio, lanciando HBK su un tavolo. Il giorno dopo il gruppo venne nominato General Manager (GM) di Raw per una sera; i cinque ne approfittarono per concedere al leader della stable, Kenny, la possibilità di conquistare il WWE Championship in un match titolato contro il campione John Cena, con Triple H come arbitro speciale; tuttavia quest'ultimo fece in modo che Cena mantenesse la cintura. Il 22 maggio Vince McMahon, che nel frattempo aveva ripreso il controllo di Raw, annunciò l'ennesimo 5-on-1 Handicap match tra la Spirit Squad e Shawn Michaels; l'incontro si concluse in no-contest dopo che Triple H intervenne in favore dell'Heart Break Kid, riformando la D-Generation X dopo sei anni.
Nella puntata di Raw del 5 giugno 2006 la Spirit Squad interferì in un incontro tra Triple H e Big Show, attaccando quest'ultimo e decretandone automaticamente la vittoria per squalifica. Il 25 giugno, a Vengeance, il gruppo venne sconfitto dalla D-Generation X (Shawn Michaels e Triple H) in un 5-on-2 Handicap match.
Nell'estate del 2006 la Spirit Squad ebbe modo di difendere il World Tag Team Championship in match contro tag-team del calibro di Jim Duggan e Eugene, Charlie Haas e Viscera, Gene Snitsky e Val Venis. Nella puntata di Raw del 2 ottobre Nicky, vestito con un costume da cheerleader femminile, venne costretto ad affrontare Sgt. Slaughter, dal quale venne sconfitto dopo essere stato distratto da Shawn Michaels e Triple H. Successivamente il quintetto venne sconfitto dai debuttanti Cryme Tyme (JTG e Shad Gaspard) e dagli Highlanders (Robbie McAllister e Rory McAllister), ma riuscì comunque a difendere i titoli di coppia il 5 settembre ad Unforgiven proprio dall'assalto di questi ultimi.
Il gruppo cominciò a dare i primi segnali di cedimento al termine di un Tag Team match perso contro i Cryme Tyme (JTG e Shad Gaspard), quando il leader Kenny attaccò Mikey, reo di aver causato la sconfitta dei due. La Spirit Squad perse le cinture il 5 novembre, a Cyber Sunday, per mano del tag-team composto da Ric Flair e "Rowdy" Roddy Piper (scelto dai fan in un sondaggio che coinvolgeva anche Dusty Rhodes e Sgt. Slaughter). Alle Survivor Series il gruppo venne sconfitto dal Team Legends (Dusty Rhodes, Ric Flair, Ron Simmons e Sgt. Slaughter) in un 4-on-4 Traditional Survivor Series Tag Team Elimination match. L'ultimo incontro della Spirit Squad in WWE fu un 5-on-3 Handicap match perso contro Ric Flair, Shawn Michaels e Triple H nella puntata di Raw del 27 novembre 2006. La settimana successiva Johnny annunciò lo scioglimento della stable sul social-network Myspace. Qualche tempo dopo Johnny, Mikey e Nicky vennero rimandati nella Ohio Valley Wrestling.
Nella puntata di SmackDown del 4 ottobre 2016 Kenny e Mikey hanno fatto il loro ritorno in WWE dopo dieci anni, utilizzando la vecchia gimmick da cheerleader maschili; nell'occasione hanno attaccato il loro ex-compagno di stable Nicky (ora Dolph Ziggler). Il 9 ottobre seguente, a No Mercy, i due sono intervenuti per distrarre Ziggler durante il suo Title vs. Career match contro The Miz valevole per il WWE Intercontinental Championship, ma Ziggler è riuscito comunque a vincere l'incontro. Nella puntata di SmackDown dell'11 ottobre sono stati sconfitti da Ziggler in un 2-on-1 Handicap match; al termine della contesa i due hanno attaccato il loro avversario insieme a The Miz, ma sono stati interrotti dall'arrivo di Heath Slater e Rhyno. Il 25 ottobre hanno affrontato questi ultimi per il WWE SmackDown Tag Team Championship, ma sono stati sconfitti.
Nella puntata di SmackDown del 1º novembre hanno perso la possibilità di far parte del Team SmackDown alle Survivor Series a causa della sconfitta contro gli American Alpha (Chad Gable e Jason Jordan). Il 15 novembre sono intervenuti per aiutare The Miz nel suo match titolato contro Dolph Ziggler, permettendogli di riconquistare il WWE Intercontinental Championship. Più tardi, quella stessa sera, hanno fatto squadra con gli Ascension (Konnor e Viktor), gli Headbangers (Mosh e Trasher) e i Vaudevillains (Aiden English e Simon Gotch), ma sono stati sconfitti dagli American Alpha, gli Usos (Jey Uso e Jimmy Uso), i Breezango (Fandango e Tyler Breeze) e Heath Slater e Rhyno in un 16-Men Tag Team match.

## Nel wrestling

### Mosse finali
- Five man sky lift slam (23 gennaio 2006–4 dicembre 2006)
- Diving leg drop e Senton bomb (4 ottobre 2016–15 novembre 2016)

### Manager
- Maryse (4 ottobre 2016–15 novembre 2016)

### Musiche d'ingresso
- Bad H.S. Band di Jim Johnston (23 gennaio 2006; 4 ottobre 2016–15 novembre 2016)
- Team Spirit di Jim Johnston (30 gennaio 2006–4 dicembre 2006)

## Titoli e riconoscimenti
- World Wrestling Entertainment
  - World Tag Team Championship1 (1) – tutti i membri del gruppo hanno difeso il titolo sotto la cosiddetta Freebird Rule